# UBB
UBB (сокр. от англ. Ultimate Bulletin Board) — программное обеспечение (движок) для организации интернет-форумов. Написан на Perl и разрабатывался с 1996 года Тедом О’Нилом из компании «Infopop» (в течение лет компания сменила название на «Groupee», а позже — на Social Strata (англ.). UBB являлся платным движком, но О’Нил прекратил его дальнейшую разработку. Последней версией считается 6.7.3, вышедшая в сентябре 2005 года. Особенность UBB состояла в том, что движок не использовал базы данных, как большинство движков подобного рода, а хранил всю информацию в текстовых файлах. В 2001 году компания «Infopop» приобрела движок WWWThreads, работающий на базе MySQL, и сделала из него UBB.threads (англ.), который со временем пришёл на смену UBB.classic.
Интерфейс форумов на UBB, размещающий сообщения одной ветки вертикально одно под другим, многократно имитировался другими движками, и, по мнению некоторых, стал де факто стандартом. Теги bbCode иногда называются тегами в UBB-стиле.
В конце 1990-х годов был одним из самых распространенных движков форумов. Из-за широкой распространённости UBB в конце 1990-х — начале 2000-х, на специализированных веб-сайтах регулярно появлялись сообщения о нахождении уязвимостей в программном обеспечении.